# Chiesa di Santa Maria delle Blacherne
La chiesa di Santa Maria delle Blacherne (in greco Θεοτòκος τών Βλαχερνών?, Theotókos tón Blachernón); in turco Meryem Ana Kilisesi) è una chiesa ortodossa orientale di Istanbul. Il piccolo edificio oggi esistente, costruito nel 1867, ha la stessa dedica della chiesa eretta in questo luogo nel V secolo e che venne distrutta nel 1434, ed era uno dei più importanti santuari greco-ortodossi.
La chiesa si trova ad Istanbul, nel distretto di Fatih, nel quartiere di Ayvansaray, lungo Mustafa Paşa Bostanı Sokak. Si trova poche centinaia di metri all'interno delle mura di Costantinopoli, a breve distanza dalla riva del Corno d'Oro. L'edificio è protetto da alte mura e inserito in un giardino.

## Storia

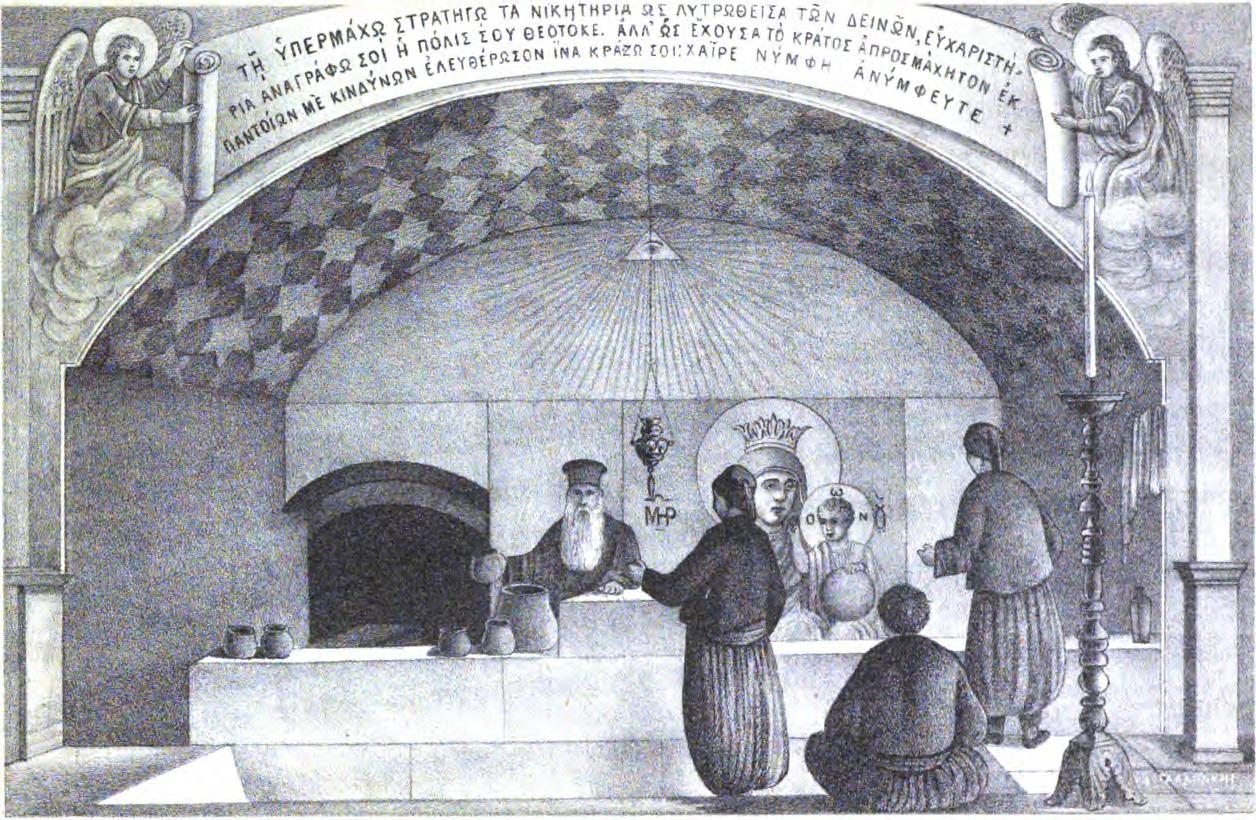
La Hagiasma di Blacherne in un disegno del 1877, da Alexandros G. Paspates, Byzantine topographical studies

Nel 450, l'imperatrice Aelia Pulcheria diede inizio alla costruzione di una fontana di acqua santa (in greco Hagiasma) situata fuori dalle mura di Teodosio II ai piedi della sesta collina di Costantinopoli. Dopo la sua morte nel 453, la chiesa venne completata da suo marito, l'imperatore Marciano.
L'imperatore Leone I fece erigere vicino alla chiesa due altri edifici: un parekklesion, chiamato Hagia Soros ("reliquiario sacro"), visto che in esso venivano conservate le vesti della Vergine qui portate dalla Palestina nel 473, ed il Hagion Lousma ("bagno sacro"), che comprendeva la fontana.
L'importanza assunta dal complesso incoraggiò gli imperatori ad abitare nei dintorni ed a costruire lì il nucleo di quello che sarebbe diventato nei secoli successivi il palazzo delle Blacherne. Nel corso del primo quarto del VI secolo, gli imperatori Giustino I e Giustiniano I restaurarono ed ampliarono la chiesa.
La chiesa ospitava una icona della Vergine che prese il nome dalla chiesa e fu detta Blachernitissa. Essa venne dipinta su legno e rivestita di oro e argento. Questa icona e le reliquie della Vergine custodite nel parekklesion erano considerate dai bizantini dei talismani molto potenti contro guerre e disastri naturali. La prima verifica della potenza di queste reliquie si ebbe nel 626, durante l'assedio congiunto di Costantinopoli di quell'anno, posto dagli Avari e dai Sassanidi, mentre l'imperatore Eraclio era assente per combattere questi ultimi in Mesopotamia. Il figlio dell'imperatore, Costantino, assieme al patriarca Sergio ed al patrizio Bonus, portarono in processione l'icona della Blachernitissa. Poco tempo dopo la flotta degli Avari venne distrutta. Il Khan degli Avari in seguito disse di essere stato spaventato dalla visione di una giovane donna adorna di gioielli apparsa sulle mura della città.
Dopo la fine dell'assedio, i bizantini appresero con gioia che la chiesa, che a quel tempo era fuori dalle mura, era l'unico edificio a non essere stato saccheggiato dagli invasori. Quando il vittorioso Eraclio tornò a Costantinopoli, portando la Vera croce che aveva sottratto ai persiani a Gerusalemme, il patriarca lo ricevette presso la chiesa di Santa Maria. Successivamente, l'imperatore fece costruire delle mura a protezione della chiesa, che venne così compresa nella zona suburbana delle Blacherne.

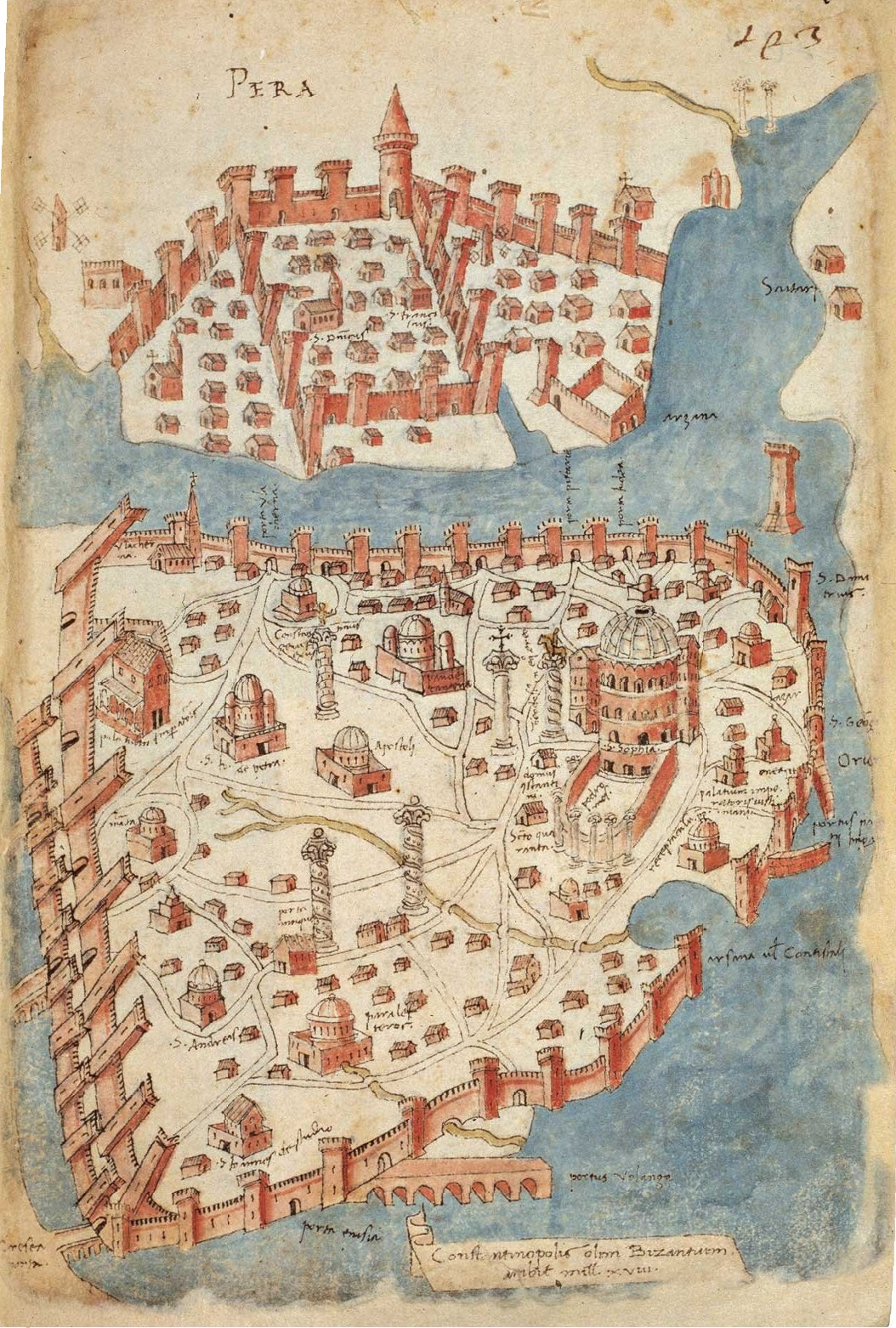
Mappa di Costantinopoli intorno al 1420, di Cristoforo Buondelmonti. Il distretto di Blacherne si trova a centro-sinistra nella mappa, circondato su due lati dalle mura della città, sotto il Corno d'Oro.

La protezione della Vergine delle Blacherne fu anche accreditata delle vittorie bizantine durante l'assedio arabo del 717-718 e nell'860, durante l'invasione dei Rus'. In questa occasione, il Velo della Madonna (maphorion), che a quel tempo faceva parte delle reliquie della chiesa, venne immerso in mare per invocare la protezione di Dio sulla flotta. Alcuni giorni dopo la flotta Rus' venne distrutta. Ancora nel 926, durante la guerra contro Simeone di Bulgaria, la potenza delle reliquie della Vergine aiutò a convincere lo zar bulgaro a negoziare con i bizantini anziché dare l'assalto alla città.
Il 15 agosto 944, la chiesa ricevette altri due cimeli: la lettera scritta a Gesù da re Abgar V e il Mandylion. Entrambe le reliquie furono in seguito portate nella Chiesa della Vergine di Pharos.
Santa Maria, essendo un centro del culto delle immagini, giocò anche un ruolo importante nelle lotte religiose dei bizantini. Nel corso del periodo iconoclasta, la sessione finale del Concilio di Hieria, dove venne condannato il culto delle immagini, si svolse nella chiesa. Come conseguenza di tale decisione, l'imperatore Costantino V ordinò la rimozione dei mosaici dagli interni e la loro sostituzione con immagini rappresentanti scene naturali quali, alberi, uccelli ed animali. In quella occasione l'icona della Blachernitissa venne nascosta sotto uno strato di malta argentea. Nell'843, con la fine dell'iconoclastia, venne celebrata per la prima volta la Festa dell'ortodossia nella chiesa delle Blacherne con un'Agrypnia ("sacra veglia"), che si tenne la prima domenica di Quaresima.
La Blachernitissa venne riscoperta durante alcuni lavori di restauro eseguiti durante il regno di Romano III Argyros, e l'immagine divenne nuovamente una delle più venerate icone di Costantinopoli. La chiesa di Santa Maria venne completamente distrutta durante un incendio nel 1070, e venne quindi ricostruita da Romano IV Diogenes e Michele VII Doukas rispettando i vecchi disegni.
Secondo Anna Comnena, il cosiddetto "miracolo abituale" (in greco to synetés thauma?) avveniva nella chiesa alla presenza dell'icona della Vergine Blachernitissa. Ogni venerdì dopo il tramonto, quando la chiesa era vuota, il velo che copriva l'icona si alzava lentamente rivelando la faccia della Vergine, e 24 ore dopo ricadeva nuovamente lentamente ricoprendo l'icona. In realtà, il miracolo non si ripeteva regolarmente, e cessò completamente dopo la conquista latina di Costantinopoli.
Dopo la conquista latina del 1204, la chiesa venne occupata dal clero latino e posta sotto la giurisdizione della Santa Sede. Già prima della fine dell'Impero latino, Giovanni III riscattò la chiesa e molti monasteri riconsegnandoli al clero ortodosso, in cambio di denaro.
Il 29 febbraio 1434, alcuni bambini figli di nobili che erano a caccia di piccioni sul tetto della chiesa, accidentalmente appiccarono un incendio, che distrusse l'intero complesso ed il quartiere circostante. L'area venne completamente abbandonata durante l'Impero ottomano. Nel 1867, l'associazione dei pellicciai greci ortodossi acquistò il terreno vicino alla fontana sacra, e vi costruì una piccola chiesa.

## Descrizione
Il complesso religioso delle Blacherne comprendeva tre edifici: La chiesa di Santa Maria, la cappella del reliquiario (Hagia Soros) ed il bagno (Hagion Lousma).
La chiesa vera e propria, definita da tutte le fonti come "grande" (megas naos), era una basilica suddivisa in tre navate da due colonnati. Questa pianta era simile a quella di altre chiese del primo periodo bizantino costruite a Costantinopoli come il Monastero di Studion. Aveva pianta rettangolare con lati di 96 m per 36. Sembra che Giustiniano abbia costruito una cupola sull'edificio, dato che Procopius, nella sua opera De Edificiis, menziona che entrambi i colonnati, a metà della navata, descrivevano un semicerchio. L'imperatore Giustino II fece aggiungere due braccia laterali, dando alla pianta la forma di una croce. E'  È probabile che la ricostruzione del 1070 abbia rispettato questo progetto. L'ambasciatore spagnolo Ruy González de Clavijo, che visitò Costantinopoli nel 1402, scrisse che l'edificio era diviso in tre navate, con quella centrale più alta delle laterali. Le colonne erano realizzate in diaspro verde, mentre i capitelli e le basi delle colonne erano intarsiati e scolpiti in marmo. La chiesa al tempo non era dotata di cupola, ma aveva una volta multicolore, decorata con ghirlande dorate.

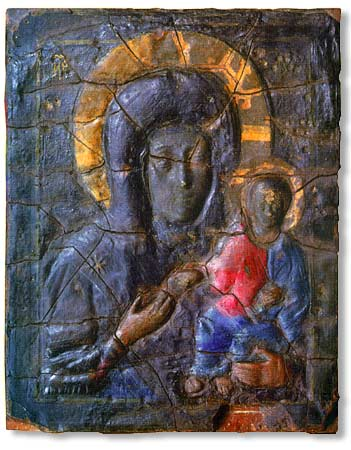
L'icona Blachernitissa della Theotókos, custodita nella Cattedrale della Dormizione dentro le mura del cremlino a Mosca.

Le pareti all'epoca erano ricoperte da pannelli di marmo, mentre in origine erano ricoperte da lamine argentate. Vicino alla metà della navata, vi era un Ambone d'argento, mentre alla fine vi era una ricca iconostasi contornata da sculture. Nella parte superiore delle pareti, vi erano dei mosaici rappresentanti i miracoli di Cristo e diversi episodi della sua vita prima dell'Ascensione. Alla chiesa appartenevano anche delle tribune e un oratorio. Il santuario comunicava, attraverso un portico e una scala, con il palazzo imperiale delle Blacherne, che - adagiato sul pendio della collina - si affacciava sulla chiesa.
Sulla destra della chiesa vi era il parekklesion della Hagia Soros, che conteneva le vesti della Vergine. Lì furono in seguito trasferiti il velo e una parte della sua cintura. L'edificio era a pianta rotonda ed aveva un nartece e delle tribune. Un'icona della Vergine, donata dall'imperatore Leone I e da sua moglie Verina, era lì venerata. Alla sua destra vi era lo scrigno – adornato d'oro e d'argento – che conteneva le reliquie. Esse vennero salvate dall'occupazione latina, e dopo la restaurazione dell'Impero vennero custodite nella chiesa, ma andarono tutte distrutte durante l'incendio del 1434.
Il bagno, dove l'imperatore in persona si immergeva, comprendeva tre parti: la sala della vestizione, dove si spogliava, il kolymbos (vasca per l'immersione) e la sala di San Photinos. Si trovava alla destra del parekklesion e comunicava con esso tramite una porta. La piscina era costituita da una grande stanza sormontata da una cupola con la vasca al centro. Era ornata da icone, e l'acqua veniva versata nel bacino dalle mani di una statua marmorea della Vergine. Un'immagine di San Photinos decorava il centro della cupola. Ogni anno, il 15 agosto (festa della Dormizione), dopo l'adorazione del Maphorion (santo velo) della Vergine, l'imperatore si immergeva per tre volte nella piscina sacra.

### L'edificio odierno
La piccola chiesa che oggi racchiude l'Hagiasma ha una pianta trapezoidale con tetto spiovente, ed è ornata con icone e affreschi. Essa è orientata in direzione nordovest-sudest. La fontana sacra, che si crede abbia poteri curativi, è sempre una delle mete preferite per i pellegrini ortodossi e musulmani, che gettano nella vasca monete e forcine per capelli. Il pellegrino può anche lavarsi gli occhi ritualmente a un rubinetto della fontana. Sopra quest'ultima, un'iscrizione palindroma in greco moderno recita: "Nipson anomemata me monan opsin" (in greco: "Lava i tuoi peccati non solo gli occhi"). L'acqua cade in una galleria sotterranea che, secondo la tradizione, collega la Hagiasma con la chiesa di Santa Maria della Fonte. La chiesa è gestita da un episkopos e due papades. Ogni venerdì mattina vi viene cantato l'inno Akathistos, composto dal Patriarca Sergio durante l'assedio di Costantinopoli del 626. Poiché l'area intorno non è urbanizzata, potrebbe essere possibile esplorarla allo scopo di scoprire altri particolari dell'antico complesso.